# Бенуа (семья)

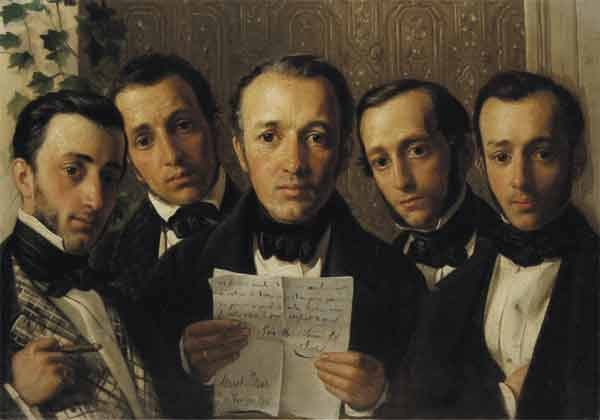
Скотти М. И. Пять братьев Бенуа. Слева направо: Юлий, Николай, Леонтий, Франсуа и Александр Леонтьевичи Бенуа.

Бенуа́ (фр. Benois) — русский дворянский род французского происхождения, давший большое число деятелей искусств. В России ныне проживают потомки Юлия Юльевича.

## Поколенная роспись
- Бенуа, Леонтий Николаевич (фр. Louis César Benois; Луи Жюль Сезар Огюст Бенуа, 1770—1822) — основатель рода в России, главный кондитер у российской императрицы Марии Фёдоровны. Эмигрировал из Франции в Россию в 1794 году из-за революционных событий. С женой, немкой по происхождению, урождённой Анной-Катериной Гропп (нем. Anna-Catherine Gropp; 1777—1852), они родили 18 детей, из которых выжили 11; из них только 5 женившихся братьев можно считать основателями рода.
  - Бенуа, Жаннет (1798—1881), в замужестве Робер
  - Бенуа, Михаил Леонтьевич (1799—1867) — полковник
    - Бенуа, Александр Михайлович (1862—1944) — генерал

  - Бенуа, Леонтий Леонтьевич (1801—1885)[2]
    - Бенуа, Людвиг Людвигович (1835—1902) — врач, статский советник, служил в Казанском полицейском участке.
      - Бенуа, Леонтий Леонтьевич (1864—1912)
      - Бенуа, Василий Леонтьевич (1866—1915)
        - Бенуа Вера Васильевна (1895—1986) — художник-декоратор, работала на киностудии «Грузия-фильм»[3][4].

      -  Бенуа (Рулева), Ольга Леонтьевна (1874—1943)

    - Бенуа, Алексей Леонтьевич (1838—1902) — русский архитектор, работавший в Туркестане[5]. Племянник Н. Л. Бенуа.
    -  Бенуа, Константин Леонтьевич (1843—1873)

  - Бенуа, Александрина (1803—1901), в замужестве Бранденбург
  - Бенуа, Елизавета (1806—1876), в замужестве Петерсон
  - Бенуа, Елена-Христина (1807—1866), в замужестве Келлер[6]
  - Бенуа, Николай Леонтьевич (1813—1898) — русский архитектор, профессор архитектуры. В 1885 году получил Потомственное дворянство
    - Бенуа, Альберт Николаевич (1852—1936) — русский художник, академик акварельной живописи и преподаватель её в Академии Художеств.
      - Бенуа, Альберт Альбертович (1879—1930) — акварелист. 
∞ Кузнецова, Мария Николаевна, певица
        -  Бенуа, Михаил Альбертович

      - Бенуа, Николай-Карл Альбертович (1881—1938) — капитан, основатель звуковой разведки, репрессирован с женой, расстреляны

    - Бенуа, Леонтий Николаевич (1856—1928) — русский архитектор, профессор архитектуры, ректор Академии Художеств.
      - Бенуа, Надежда Леонтьевна, в браке Устинова (1896—1974) — художник и книжный график.
        - Питер Устинов — британский актёр и писатель.

    - Бенуа, Михаил Николаевич (1862—1931)
      - Бенуа, Константин Михайлович (1885—1950)
        - Бенуа, Михаил Константинович (1912—1955) — советский архитектор, один из авторов проекта станции метро «Балтийская» в Ленинграде, послевоенной застройки Суворовского проспекта и др. Правнук Н. Л. Бенуа
∞ Бенуа, Ирина Николаевна (1912—2005) — советский архитектор-реставратор, основатель ленинградской школы реставраторов; автор проекта восстановления Старо-Калинкиного моста в XX веке. Жена архитектора М. К. Бенуа[7]

    - Бенуа, Александр Николаевич (1870—1960) — русский художник, историк искусства, художественный критик. Сын Н. Л. Бенуа.
      - Бенуа, Николай Александрович (1901—1988) — итальянский художник. Сын и ученик А. Н. Бенуа

    - Бенуа, Камилла Николаевна; вышла замуж за преподавателя английского языка, перешедшего на русскую службу британца Мэтью (Матвея Яковлевича) Эдвардса
      - Эдвардс, Камилла Матвеевна (1885—1964); вышла замуж за архитектора Александра Ованесовича Таманяна
        -  Таманян, Геворг Александрович - заслуженный архитектор Армянской ССР

  - Бенуа, Франсуа (1814—1858)[8]
  - Бенуа, Александр Леонтьевич (1817—1875)
    - Бенуа, Александр Александрович (Конский; 1852—1928) — русский художник, акварелист
      - Бенуа, Альберт Александрович (1888—1960) — архитектор и акварелист. Сын и ученик акварелиста Александра Александровича Бенуа (Конского), внучатый племянник архитектора Н. Л. Бенуа

    - Клара Алиса Бенуа (1867—?); вышла замуж за архитектора Зигфрида (Григория) Леви (1850—1924)
      - Александр Бенуа ди Стетто (Леви, 1896—1979) — художник, график

  - Бенуа, Юлий Леонтьевич (1820—1898) — коммерсант
    - Бенуа, Юлий Юльевич (1852—1929) — русский академик архитектуры, знаменитый сельскохозяйственник, основавший ферму Бенуа, получил дворянский титул
      - Бенуа, Франц Юлиевич (1897—1938)
        - Бенуа, Фёдор Францевич (1906—1987) — учёный, сотрудник Ленинградского института инженеров водного транспорта, генеалог рода Бенуа.
        - Бенуа-Кургина, Евгения Францевна — дала историографическое интервью о роде Бенуа

## Описание герба
В лазоревом щите с горностаевой главой серебряная готическая колонна с золотым небольшим крестом в капители. По её сторонам по золотой лилии.
Щит увенчан дворянским коронованным шлемом. Нашлемник: два лазоревых орлиных крыла, между ними золотая лилия. Намёт: лазоревый, подложен справа серебром, слева золотом. Герб Николая Бенуа внесён в Часть 16 Общего гербовника дворянских родов Всероссийской империи, стр. 104. Дата обращения: 10 декабря 2012. Архивировано 16 декабря 2012 года..
Герб Юлия Бенуа внесён в Часть 19 Общего гербовника дворянских родов Всероссийской империи, стр. 140.

## Владения или постройки
- Сад Бенуа
- Дом Бенуа (Санкт-Петербург)
- Корпус Бенуа
- Мадонна Бенуа